# Hortezuela de Océn
Hortezuela de Océn è un comune spagnolo di 52 abitanti situato nella comunità autonoma di Castiglia-La Mancia.